# دزق (نیشابور)
دزق (نیشابور)، روستایی از توابع بخش سرولایت شهرستان نیشابور در استان خراسان رضوی ایران است. خاندان خمینی اصالتاً از نیشابور (دزق سر ولایت نیشابور) بودند

## جمعیت
این روستا در دهستان سرولایت قرار دارد و بر اساس سرشماری مرکز آمار ایران در سال ۱۳۸۵، جمعیت آن ۴۶۷ نفر (۱۵۴خانوار) بوده‌است.